# Ferfried de Hohenzollern
Le prince Ferfried de Hohenzollern, né le 14 avril 1943 au château d'Umkirch et mort à Munich le 27 septembre 2022, est un aristocrate allemand et un membre de la branche souabe Hohenzollern-Sigmaringen de la maison de Hohenzollern, ancien pilote automobile de compétitions sur circuits pour voitures de Tourisme et de Grand Tourisme.

## Biographie

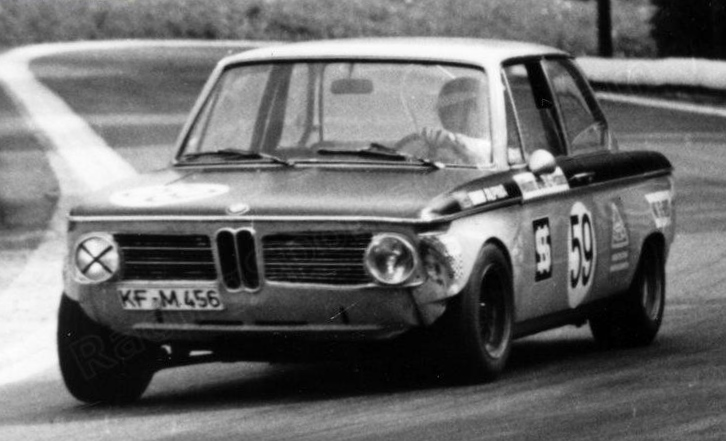
F. de Hohenzollern au Grand Prix de Brno tourisme sur BMW 1600 TI, en mai 1969.

Ferfried de Hohenzollern est le dernier enfant et quatrième fils de Frédéric de Hohenzollern et de Marguerite de Saxe, fille du dernier roi de Saxe Frédéric-Auguste III. Le pape Pie XII est son parrain.
Sa carrière en compétition automobile, jalonnée par une cinquantaine de victoires absolues et essentiellement de classes à la clé, s'étend de 1968 à 1971.
Après plus de 45 ans d'absence, il revient derrière un volant en course en 2007 sur une BMW du team Racing Strip.com live.
La presse le désigne parfois comme le « mouton noir » de Hohenzollern, en raison de plusieurs divorces et d'une consommation excessive d'alcool,.
Le prince Ferfried meurt à la clinique Großhadern de Munich, à l'âge de 79 ans, le 27 septembre 2022.

## Famille et descendance
Le prince Ferfried se marie en premières noces à Sigmaringen le 21 septembre 1968 avec Angela von Morgen, fille d'Ernst von Morgen et de Margarethe, comtesse von Schlitz (née à Berlin le 11 novembre 1942 et morte le 11 janvier 2019). Ce mariage est dissout par divorce en 1973. Deux filles sont issues de cette union :
- Valerie de Hohenzollern (née à Munich le 10 avril 1969), épouse en 1993 Peter Brenske, né en 1956, dont trois enfants ;
- Stephanie de Hohenzollern (née à Munich le 8 mai 1971), épouse en premières noces 1996 Hieronymus, comte Wolff-Metternich zur Gracht, né en 1955 (divorcés en 1996), sans postérité et en secondes noces en 2009 Martin Haag, né en 1960, dont un fils.

Après son divorce, le prince épouse en secondes noces (mariage non conforme aux règles de la Maison princière de Hohenzollern) à Büsingen am Hochrhein le 7 avril 1977 Eliane Etter, née à Lucerne le 4 mai 1947, dont il divorce le 1er juillet 1985 ; de cette seconde union, sont nés deux enfants :
- Henriette de Hohenzollern (née à Zurich le 26 mars 1978), épouse en 2012 Alexander Burkardt, né en 1976, sans postérité actuelle ;
- Moritz de Hohenzollern (né à Münsterlingen le 5 août 1980), marié en 2014 avec Heidi Irina Rodriguez Penuela, née le 22 avril 1975, dont deux filles nées en 2016.

Le prince Ferfried se marie en troisièmes noces (mariage non conforme aux règles de la Maison princière de Hohenzollern) le 19 mars 1999 avec Maja Meinert, née à Dresde le 8 octobre 1971, dont il divorce en 2007. Aucune postérité n'est issue de cette union.

## Palmarès automobile
- 1968 : deux courses victorieuses en GT à Hockenheimring, sur Porsche 911 T ;
- 1968 (DARM) : Mainz-Finthen (course GT>1,6 L.), sur Porsche 911 T ;
- 1969 : 3e du championnat d'Europe FIA des voitures de tourisme (ETCC) de Division 2 (victoire de classe 1,6 L. à Brno avec l'autrichien Gerold Pankl sur BMW 1600 TI, puis 2e de classe au Nürburgring et à Jarama)[6],[7] ;
- 1970 : 1 000 kilomètres de Zeltweg (catégorie GT) en championnat du monde des voitures de sport sur l'Österreichring avec Günter Steckkönig, pour l'équipe de Paul Ernst Strähle ;
- 1971 : 24 Heures du Nürburgring (2e édition)[8], sur BMW 2002 TI Alpina officielle, avec Gerold Pankl (de nouveau vainqueur la saison suivante).

Il est également deuxième des 4 Heures de Monza ETCC en 1968, et troisième du Grand Prix de Brno ETCC en 1968 et 1969, ainsi que de Ulm-Laupheim en DARM pour l'année 1968.